# Manuel Delgado Villegas
Manuel Delgado Villegas (Sevilla, 25 januari 1943 - Badalona, 2 februari 1998) was een Spaanse seriemoordenaar. Hij werd aangeklaagd voor acht moorden, nadat hij beweerde er 48 gepleegd te hebben in Spanje, Italië en Frankrijk en er daarvan 22 werden onderzocht. Hij stond nooit terecht omdat er een psychische aandoening bij hem werd vastgesteld. In plaats daarvan werd Delgado in 1978 naar een penitentiair psychiatrisch ziekenhuis in Madrid gestuurd. Kort nadat hij in 1998 werd overgedragen aan een psychiatrische kliniek, stierf hij aan de gevolgen van COPD.
Naar Villegas wordt ook verwezen als El arropiero. Dit omdat zijn vader zelfgemaakte snoepjes verkocht gemaakt van arrope, siroop gemaakt van gefermenteerde vijgen.

## Ontmaskering
Delgado werd samen met zijn zus Joaquina opgevoed door zijn grootmoeder. Zijn moeder stierf tijdens de bevalling en zijn vader was een verkoper die meestal onderweg was. Hoewel hij wel naar school ging, leerde hij nooit lezen en schrijven. Hij was dyslectisch en stotterde. Behalve met zijn zus, had hij een slecht band met familieleden. Delgado begon op zijn veertiende zijn lichaam te verkopen om aan geld te komen, dat er thuis weinig was. Op zijn achttiende trad hij toe tot het Spaans Vreemdelingenlegioen. Daar leerde hij onder meer hoe hij verschillende aanvalstechnieken toe kon passen. Ook ging hij meer drugs gebruiken, zoals marihuana. Delgado begon last te krijgen van psychoses en moest om psychische redenen het legioen gedwongen verlaten.
Nadat in 1971 de 38-jarige Antonia Rodríguez Relinque verdween, werd Delgado mee naar het politiebureau genomen voor verhoor. Hij was verschillende keren samen met haar gezien en een politieagent zag dat hij haar vlak voor haar verdwijning sloeg. Delgado bekende haar tijdens de seks verstikt te hebben en leidde politieagenten naar haar ontzielde lichaam in El Puerto de Santa María. In de daaropvolgende dagen bekende hij moord na moord die hij vanaf zijn 22e gepleegd zou hebben. Op zijn aanwijzingen begonnen agenten naar vermeende plaatsen delict te reizen om Delgado's verhalen na te trekken. Over verschillende verhalen is altijd twijfel blijven bestaan omdat Delgado megalomanie leek te vertonen. Hij wilde benadrukken dat hij een 'belangrijke' moordenaar was en leek niet te schuwen om hele en halve onwaarheden aan zijn verhalen toe te voegen om die 'groter' te maken. Verschillende van de dingen die hij beweerde gedaan te hebben, leken ook niet aan te sluiten bij zijn aangetoonde benedengemiddelde intelligentie. Bovendien bemoeilijkte amper bestaande communicatie tussen de Spaanse en Franse politie de mogelijkheid om uit te zoeken wat waar was van Delgado's verhalen over zijn misdaden in Frankrijk.

## Moorden
Delgado wordt verantwoordelijk gehouden voor de dood van onder andere Adolfo Folch Muntaner (49) in 1964. Naar eigen zeggen gaf hij de man een fatale klap op zijn hoofd met een grote steen. Drie jaar later zou hij vervolgens de Franse Margaret Hélène Thelese Boudrie (21) hebben gedood. Van Venancio Hernández Carrasco (71) werd oorspronkelijk vermoed dat hij was verdronken. Delgado zou hem echter in juli 1968 in zijn eigen wijngaard hebben vermoord nadat Carrasco hem geen eten wilde geven. Hij wordt er ook van verdacht in 1969 zowel Ramón Estrada Saldrich als Anastasia Borrella Moreno om het leven te hebben gebracht en een jaar daarna Francisco Marín Ramírez (28). Ramírez was een vriend van Delgado. Die verklaarde hem te hebben omgebracht omdat Ramírez seksuele avances naar hem maakte.

## Documentaire (extern)
- Documentaire over Delgado - Spaanstalig met Engelse ondertiteling, 80 minuten.